# Рафал у небо
Рафал у небо је југословенски филм из 1958. године, сниман је у режији Војислава Бјењаша по сценарију Богдана Јовановића.

## Радња
Партизански официр наилази на спаљену кућу и побијену децу, и одлучује да се освети убици, четнику Маливуку на исти начин. Међутим увиђа, да не може да пуца због злочина оца у нејаку децу, и рафал испаљује у небо.

## Улоге
| Глумац                   | Улога  |
| ------------------------ | ------ |
| Берт Сотлар              | Вељко  |
| Дара Чаленић             | Смиља  |
| Павле Вуисић             | Коста  |
| Велимир Бата Живојиновић | Четник |
| Михајло Викторовић       |        |
| Столе Аранђеловић        | Станко |
| Душан Јанићијевић        |        |
| Драгомир Бојанић Гидра   |        |
| Станко Буханац           |        |
| Бранко Ђорђевић          |        |
| Дејан Ђуровић            |        |
| Сима Јанићијевић         |        |

Комплетна филмска екипа  ▼
| Редитељ                   | Војислав Бјењаш         |                                            |
| Сценариста                | Богдан Јовановић        | (писац)                                    |
| Композитор                | Бојан Адамич            |                                            |
| Директор фотографије      | Бранко Иватовић         | директор фотографије                       |
| Монтажер                  | Јелена Бјењаш           |                                            |
| Сценограф                 | Коста Кривокапић        |                                            |
| Уметнички директор        | Слободан Мијачевић      |                                            |
| Костимограф               | Мира Глишић             |                                            |
| Одсек за шминку           | Ванда Петровић          | шминкерка                                  |
| Менаџер продукције        | Душко Ерцеговић         | вођа снимања                               |
| Менаџер продукције        | Миљенко Гулам           | директор филма                             |
| Менаџер продукције        | Бошко Савић             | помоћник директора филма                   |
| Помоћник режије           | Светислав Павловић      | помоћник редитеља                          |
| Помоћник режије           | Миомир Мики Стаменковић | помоћник редитеља                          |
| Одсек за звук             | Живко Пивнички          | тон мајстор                                |
| Одсек за камеру и расвету | Драган Јовановић        | први асистент сниматеља (као Д. Јовановић) |
| Одсек за камеру и расвету | Јован Керекеш           | вођа расвете                               |
| Одсек за камеру и расвету | Миливоје Миливојевић    | пратилац камере                            |
| Одсек за камеру и расвету | Радивоје Николић        | пратилац камере (као Р. Николић)           |
| Одсек за камеру и расвету | Часлав Пантелинац       | фотограф                                   |
| Одсек за костим           | Марија Пешић            | гардеробер                                 |
| Одсек за монтажу          | Мирјана Митић           | асистент монтажера (као Мира Митић)        |
| Остала екипа              | Нада Недељковић         | секретар режије                            |